# Edmund Gleede

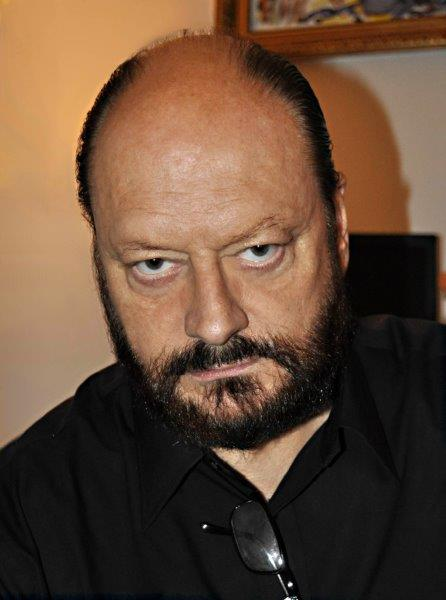
Edmund Gleede (2006)

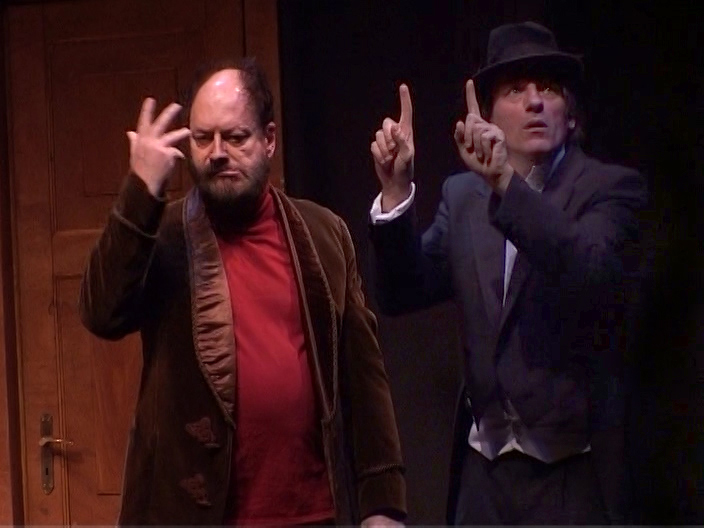
Edmund Gleede (2007) als Stepan Tschubukow in Der Heiratsantrag von Anton Tschechow, mit Thomas Haydn als Iwan Lomow

Edmund Gleede (* 16. März 1944 in Lüneburg; † 12. September 2023 in München) war ein deutscher Regisseur, Musikdirektor (Schauspiel, Oper, Operette, Ballett) und Dramaturg.

## Leben
Edmund Gleede kam als Sohn des Kaufmanns Edmund Gleede Senior und seiner Frau, der Buchhalterin Adelheid (gebürtig „von Hinüber“) als erster von zwei Söhnen zur Welt. Er besuchte das Gymnasium Johanneum in Lüneburg, an dem er 1964 das Abitur ablegte. Nach dem Studium der Theaterwissenschaft, der Musikwissenschaft, der Germanistik (Regieklasse August Everding) und Kunstgeschichte an der Ludwig-Maximilians-Universität München ging er 1970 als Regieassistent und Dramaturg an das Staatstheater Kassel.
Von 1972 bis 1974 war er Dramaturg der Frankfurter Oper und arbeitete mit Christoph von Dohnányi, John Neumeier, Oscar Fritz Schuh, Filippo Sanjust, Peter Lehmann, Jean-Pierre Ponnelle und Hans Neugebauer zusammen.
Wegen eines Intendantenwechsels wechselte er als Dramaturg an die Wuppertaler Bühnen zu Pina Bausch. Nach abermaligem Intendantenwechsel ging er an die Deutsche Oper Berlin als Dramaturg und Regisseur unter der Intendanz von Siegfried Palm.
Nach der erfolgreichen Zusammenarbeit mit seinem Mentor August Everding an der Neuinszenierung der „Lustigen Witwe“ (mit Gwyneth Jones und René Kollo) holte ihn Everding als Ballettdirektor an die Bayerische Staatsoper München. Nach fünfjähriger erfolgreicher Ballettleitung mit 124 ausverkauften Ballettvorstellungen in fünf Münchner Theatern pro Spielzeit (Nationaltheater München, Cuvilliés-Theater, Marstall-München-Theater, Prinzregententheater, Deutsches Theater München) verließ Gleede auf eigenen Wunsch die Bayerische Staatsoper wegen Meinungsverschiedenheiten mit dem Staatsoperndirektor Wolfgang Sawallisch.
Danach wurde Gleede nach mehreren Jahren als freischaffender Regisseur Operndirektor in Halle (Saale). Nach einer Umstrukturierung des Hauses verließ Gleede die Stadt Halle und wurde Schauspieldirektor des Münchner Boulevardtheaters Theater Die Kleine Freiheit.
Im Anschluss arbeitete Gleede als Oberspielleiter für „Symphonic Workshops Toronto“ und für das „Pancomedia Theater“, München. Als Dozent für Schauspiel, Regie, Dramaturgie und Theatergeschichte war er an der Münchner „Einstein Show Academy“ und für die „Freie Oper München“ tätig.
Er verstarb am 12. September 2023 in München.

## Autor
- „Max und Moritz“, Ballettkomödie für Kinder nach Wilhelm Busch zu ausgewählter Musik von Gioacchino Rossini, Uraufführung 1984 mit dem Bayerischen Staatsballett im Deutschen Theater München mit Ferenc Barbay, Tomasz Kajdanski, Michael Kropf und Irene Steinbeisser, Regie: Edmund Gleede
- „Liebesträume“, eine Cosima- und Winifred-Revue, Uraufführung 1985: PPP Musiktheater Bayreuth
- „Edward reloaded“, Musikrevue über König Eduard II., mit: Burkhard Gaffron, Vivian Kanner, Martin Mirko Hochleitner, Uraufführung 1997: Theater „Die kleine Freiheit“, München, Regie: Edmund Gleede
- „Sissy for ever“, Musicalrevue zu Musik von Johann Strauss (Sohn), mit Gedichten der Kaiserin Elisabeth von Österreich-Ungarn, Uraufführung 2005: Scala Theater Basel, mit: Cristina Peteanu, Martin Sommerlatte, Sabine Thies, Regie: Edmund Gleede
- „Sternengefunkel“, eine Erich-Kästner-Revue, Uraufführung 2009: Pancomedia Theater München im Gasteig, mit Katharina Zander, Andreas Himml, Gerd Hofmann, Regie: Edmund Gleede

## Bearbeitungen
- „Die Großherzogin von Gerolstein“, Neufassung und Neuübersetzung (aus dem Französischen) der Operette von Jacques Offenbach, Uraufführung 1980: Deutsche Oper Berlin, Regie: Edmund Gleede, mit: Patricia Johnson, Donald Grobe, Barbara Vogel, Tomislav Neralić
- „Gaieté Parisienne“, Ballett von Edmund Gleede zu Musik von Jacques Offenbach, Uraufführung 1982: Bayerisches Staatsballett München, Musikalische Bearbeitung und Leitung: Manuel Rosenthal, Regie: Edmund Gleede, mit: Ferenc Barbay, Margot Werner, Gyula Harangozó, Judith Turos, Tomasz Kajdanski, Peter Breuer
- „Frau Luna“, eine Paul-Lincke-Revue, Uraufführung 1987: Basler Theater, Regie: Edmund Gleede, mit: Eva-Maria Duhan, Harri Rodmann, Thomas Brux
- „Orpheus in der Unterwelt“, Neufassung und Neuübersetzung der vieraktigen Fassung von Jacques Offenbach von 1872, Uraufführung 1990: Staatstheater Nürnberg–Opernhaus, Regie: Edmund Gleede, mit: Richard Kindley, Sonia Pascale, Raimund Maurin, Marita Kral
- „La Périchole“, Neufassung und Neuübersetzung der Operette von Jacques Offenbach, Uraufführung 1997: Stadttheater Bremerhaven, Regie: Edmund Gleede, mit: Christoph Maria Herbst, Renate Priebe, Apkar Minas
- „Monsieur Choufleuri gibt sich die Ehre“, Neufassung und Neuübersetzung (Abendfüllend, zwei Akte) der Operette von Jacques Offenbach, Uraufführung 1999: Theater „Die kleine Freiheit“, München, Regie: Edmund Gleede, mit: Anita Stemmer, Jens Neuhaus, Martin Mirko Hochleitner
- „Hochzeitsnacht im Paradies“, eine Friedrich-Schröder-Revue von Edmund Gleede, Uraufführung 2004: Scala Theater Basel, Regie und Choreographie: Edmund Gleede, mit: Cristina Peteanu, Sabine Thiess, Stefan Lentz, Michaela Götz
- „Pariser Leben“, Neufassung und Neuübersetzung der Operette von Jacques Offenbach, Uraufführung 2009: Tourneetheater Eurostudio-Landgraf, Regie und Choreographie: Edmund Gleede, mit: Monika Herwig, Martin Sommerlatte, Ruben Jonathan

## Dramaturg
- Bühnen: Staatstheater Kassel, Frankfurter Oper, Wuppertaler Bühnen, Staatstheater Braunschweig, Deutsche Oper Berlin, Bayerische Staatsoper München
- unter anderen für: Ulrich Melchinger, Gerd Albrecht, Ulrich Brecht, Christoph von Dohnányi, John Neumeier, Jean-Pierre Ponnelle, Oscar Fritz Schuh, Hans-Peter Lehmann, Pina Bausch, Giancarlo del Monaco, Helmut Baumann, Friedrich Petzold, Götz Friedrich, Gert Reinholm, Filippo Sanjust, Boleslav Barlog, August Everding, Luca Ronconi, Valery Panov, Birgit Cullberg, Giuseppe Sinopoli

## Schriftstellerische Arbeiten
FÜR: Fono Forum, Die Deutsche Bühne, Stuttgarter Zeitung, Opernwelt, Friedrichs – Ballett – Jahrbuch, Ballett – Journal „Das Tanzarchiv“, Pipers Enzyklopädie des Musiktheaters, Dance for You, Bayreuther Blätter, Blätter der Bayerischen Staatsoper München, ..

## Regie Ballett
- Gioachino Rossini: „Max und Moritz“, Ballett nach Wilhelm Busch von Edmund Gleede: Bayerisches Staatsballett München, mit: Ferenc Barbay, Tomasz Kajdanski, Irene Steinbeisser, Michael Kropf
- Dmitri Schostakowitsch: „Der Idiot“ (Ballett nach Dostojevski) Deutsche Oper Berlin, mit: Eva Evdokimova, Rudolf Nurejew, Reda Sheta, Igor Kosak
- Jacques Offenbach: „Le Papillon“ Staatstheater Braunschweig, mit: Heidrun Schwaarz, Friederike Singer, Igor Kosak
- Jacques Offenbach: „Gaieté Parisienne“, Bayerisches Staatsballett München, mit: Margot Werner, Gyula Harangozo, Judith Turos, Rosina Kovacs, Andreas Wisniewski
- Dmitri Schostakowitsch: „Till Eulenspiegel“, Staatstheater Wiesbaden, mit: Dimitri Simkin, Lars van Cauwenbergh, Luca Masala, Gabriel Sala

## Regie Oper
- Jacques Offenbach: „Hoffmanns Erzählungen“, Musiktheater Eisleben, mit: Eric-Leon Holland, Sabine Brandt, Dominik Sertel
- Wolfgang Amadeus Mozart: „Die Zauberflöte“, Städtebundtheater Hof, mit: Laurel Bühler, Marianne Lang, Klaus Klinke
- Wolfgang Amadeus Mozart: „Don Giovanni“, Opernhaus Halle, mit: Gerd Vogel, Anke Berndt, Gisbert Zimmer
- Wolfgang Amadeus Mozart: „Così fan tutte“, Staatstheater Wiesbaden, mit: Angela Denoke, Yvonne Naef, Johann Werner Prein
- Wolfgang Amadeus Mozart: „Cosi Fan Tutte“, Chiemgauer Sommerfestival Gut Immling, mit: Lilli Wünscher, Christian Gnasmüller, Verena Usemann, Udo Scheuerpflug
- Wolfgang Amadeus Mozart: „Figaros Hochzeit“, Stadttheater Karlsbad, mit: Karen Bauer, Miguel Hernandez Bautista, Eric Peabody, Vassya Krastev
- Wolfgang Amadeus Mozart: „Figaros Hochzeit“, Sommerfestival Königgrätz (Hradec Králové), mit: Hayden de Witt, Satoko Asakura, Amy Axelson, Jane Foster
- Peter Tschaikowski: „Eugen Onegin“, Opernhaus Augsburg, mit: Edith Menzel, Tamar Rachum, Isao Tomita, Kurt Meinrad
- Peter Tschaikowski: „Die Pantöffelchen der Zarin“, Opernhaus Augsburg, mit: Edith Menzel, Reinhard Becker, Elisabeth-Meyer Topsöo, Keith Mikelson
- Albert Lortzing: „Der Waffenschmied“, Staatstheater Braunschweig, mit: Gudrun Schäfer, Uta Nürnberg, Eric Stumm, Günther Morbach
- Ludwig van Beethoven: „Fidelio“, Berliner Sommerfestspiele, mit: Simon Estes, Heikki Siukola, Martha Mödl
- Richard Wagner: „Parsifal“, Wuppertaler Bühnen, mit: Peter Hofmann, Ute Vinzing, John Bourke, Hartmut Bauer
- Engelbert Humperdinck: „Hänsel und Gretel“, Opernhaus Halle, mit: Maria Petrasovska, Heidemarie Kuhn, Jürgen Krassmann
- Georges Bizet: „Carmen“, Sommerfestival Königgrätz (Hradec Králové), mit: Ellen Rabiner, James Higginbotham, Dorothy Stone, Steven Rushing
- Georges Bizet: „Carmen“, Scala-Theater Basel – Grabovsky, mit: Chicho Oiwa, Roberta Mattelli, Alois Harant, Alfio Grasso
- Arthur Honegger: „König David“, Stadttheater Lüneburg, mit: Christian Graf, Arthur Woytasik, Tanya Newman, Thomas Pfeffer

## Regie Operette
- Friedrich Schröder: „Hochzeitsnacht im Paradies“ Scala-Theater Basel, mit: Cristina Peteanu, Sasa Thais, Stefan Lentz, Michaela Götz
- Eduard Künneke: „Der Vetter aus Dingsda “ Pfalztheater Kaiserslautern, mit: Peter Mander, Annelies Mücke, Victoria Benson, Volker Bengl
- Eduard Künneke: „Der Vetter aus Dingsda “ Opernhaus Halle, mit: Frauke Nehrig, Heide Köhler, Jürgen Krassmann, Olaf Schöder
- Franz Lehár: „Die lustige Witwe“ Opernhaus Halle, mit: Frauke Nehrig, Gerd Vogel, Niels Giesike, Anke Berndt
- Paul Lincke: „Frau Luna“ Basler Theater, Großes Haus, mit: Eva-Maria Duhan, Harri Rodmann, Thomas Brux
- Johann Strauss: „Die Fledermaus“ Staatstheater Meiningen, mit: Karl-Heinz Koch, Radka Loudova, Lothar Froese, Anett Riede, Frank Sonnberger
- Johann Strauss: „Die Fledermaus“ Sleske Divadlo Opava, Tschechien, mit: Stefan Lentz, Sabine Thiess, Regina Gromes, Daniela Papadopoulos, Dimi Palos
- Johann Strauss: „Die Fledermaus“ Opernschule München, mit: Stefan Lentz, Dimi Palos, Sabine Thiess, Michaela Götz, Daniela Papadopoulos, Daniela Muskinja, Tamara Kotek,
- Johann Strauss: „Der Zigeunerbaron“ Städtebundtheater Hof, mit: Marianne Lang, Klaus Klinke, Joseph Levitt, Laurel Bühler, Martha Toney
- Johann Strauss: „Eine Nacht in Venedig“ Opernhaus Kiel, mit: Heike Wittlieb, Zoran Todorovich, Thomasz Zagorski, Georg Thauern
- Jacques Offenbach: „Le Papillon“ Staatstheater Braunschweig, mit: Heidrun Schwaarz, Igor Kosak, Friederike Singer
- Jacques Offenbach: „Pariser Leben“ Staatstheater Kassel, mit: Joke Kramer, Dieter Höhnig, Gaby Dauenhauer, Claire Sahlmann, Walker Whyatt
- Jacques Offenbach: „Pariser Leben“ Eurostudio Landgraf, Tourneetheater, mit: Monika Herwig, Erna Pachulke, Martin Sommerlatte, Mathias Degen
- Jacques Offenbach: „Pariser Leben“ Königliche Oper, Stockholm, mit: Miah Persson, Marianne Eklöf, Dan Ekborg, Jesper Taube
- Jacques Offenbach: „Gaite Parisienne“ Nationaltheater München, mit: Margot Werner, Ferrenc Barbay, Judith Turos, Thomasz Kajdanski, Gyula Harangozo
- Jacques Offenbach: „Orpheus in der Unterwelt“ Opernhaus Nürnberg, mit: Sonja Pascale, Marita Král, Richard Kindley, Günter Neubert, Conrad Rödiger
- Jacques Offenbach: „Die Großherzogin von Gerolstein“ Deutsches Theater München, mit: Marianne Lang, „Rebecca“ (Kurt Auer), Sven Schumann, Konrad Wipp, Cherryl McGaffery
- Jacques Offenbach: „Die Großherzogin von Gerolstein“ Deutsche Oper Berlin, mit: Donald Grobe, Patricia Johnson, Barbara Vogel, Tomislav Neralic
- Jacques Offenbach: „La Périchole“ Stadttheater Bremerhaven, mit: Werner Hasselmann, Renate Priebe, Apcar Minas, Horst Kroll
- Jacques Offenbach: „Monsieur Choufleuri gibt sich die Ehre“ Kleine Freiheit, München, mit: Anita Stemmer, Jens Neuhaus, Martin Mirko Hochleitner, Wolfgang Uhl

## Regie Musical
- Frederick Loewe: „My Fair Lady“ Theater Passau und Landshut, mit: Claudia Fiddike, Bernd Kaiser, Peter Mander
- Richard O’Brien: „The Rocky Horror Show“ DDR-Erstaufführung in Halle a. d. Saale, mit: Tom Passkönig, Gaby Bernsdorf, Rita Adolph, Olaf Schöder
- John Kander: „Chicago“ Musiktheater Eisleben, mit: Gaby Bernsdorf, Egbert Soutschek, Martin Mirko Hochleitner
- John Kander: „The Rink“ – (Die Rollschuhbahn) Staatstheater Kassel, mit: Marianne Larsen, Gaye McFarlane, Janos Korda, Jonathan Barfuss
- Harold Arlen: „Der Zauberer von Oz“ Musiktheater Eisleben, mit: Heide Köhler, Martin Mirko Hochleitner, Dominic Sertel, Waltraud Wolff, Knut Weigmann
- Nadine Helmi: „Frau Holle“ Komödie im Bayerischen Hof, München, mit: Silvia Seidel, Martin Mirko Hochleitner, Egbert Soutschek
- Jerry Herman: „Ein Käfig voller Narren “ Städtische Bühnen, Münster, mit: Jürgen Tarrach, Olaf Kreutzenbeck, Suzan McCleod
- Georg Kreisler: „Heute abend: Lola Blau“ Theater in der Westermühle, München, mit: Desirée Nick, Lauretta Hickmann, Stefan Rihl
- Marvin Hamlisch: „Sie spielen unser Lied“ Landestheater Salzburg, Salzburg, mit: Werner Friedl, Ingeborg Kastner, Michael Silbergasser
- Edmund Gleede: „Arena Sommernachtstraum“ DM-Arena, Karlsruhe, mit: Ute Lemper, Milva, Juliette Gréco, Wolfgang Niedecken, Reinhold Beckmann, Laith Al-Deen

## Regie Schauspiel
- Anton Tschechow: „Der Bär/Der Heiratsantrag“, Pancomedia Theaterproduktion, Tournee, mit: Katharina Zander, Thomas Haydn, Edmund Gleede
- Heinrich von Kleist: „Der zerbrochne Krug“, Pancomedia Theaterproduktion, Tournee, mit: Katharina Zander, Vedran Lovric, Barbara Weinzierl, Karina Schiwietz
- Tennessee Williams: „Die Glasmenagerie“, Pancomedia Theaterproduktion, Tournee, mit: Katharina Zander, Jacqueline Binder, Ruben Jonathan, Andreas Himml
- Hermann Bahr: „Das Konzert“, Sommerfestspiele Quedlinburg, mit: Arnold Hofheinz, Rosi Hees, Martin Orth
- Woody Allen: „A Midsummer Night’s Sex Comedy“, Das Schloss, München, mit: Beles Adam, Gunnar Petersen, Silvia Seidel, Ronnie Jannot
- Woody Allen: „A Midsummer Night’s Sex Comedy“, Main-Franken-Theater, Würzburg, mit: Jacqueline Binder, Ivan Alboresi, Stefan Kleinert, Alexandra Sydow
- Neil Simon: „They’re Playing our Song“, Städtebundtheater Hof, mit: Marianne Lang, Klaus Klinke, Klaus Straube
- Jean Poiret: „La Cage aux Folles“, Städtische Bühnen Münster, mit: Jürgen Tarrach, Olaf Kreutzenbeck, Roland Holz
- Arthur Newfield: „Balcony Connection“ Kleine Freiheit, München, mit: Tatjana Pokorny, Lance Girard, Joachim Vollrath
- Maria Manuela Reina: „Ein-Fünf-Sterne-Mann“, Komödie am Max II, München, mit: Pierre Brice, Silvia Seidel, Veronika von Quast, Tom Passkönig
- Maria Manuela Reina: „Ein-Fünf-Sterne-Mann“, Bühne 64-Zürich, mit: Pierre Brice, Silvia Seidel, Veronika von Quast, Tom Passkönig
- Marc Camoletti: „Madame, es ist angerichtet“, Die kleine Freiheit, München, mit: Vivian Kanner, Sonja Reichelt, Hans Hildebrandt
- Brandon Thomas: „Charleys Tante“, Städtebundtheater Hof, mit: Arno Kempf, Yamuna Vanamali, Till Claro
- Edmund Gleede: „Notre Dame de Bayreuth“, Theater P.P.P., Musiktheater, München, mit: Eugen Procter, Mary Morgan, Thomas Hailer

## Max und Moritz
Gleedes Ballett „Max und Moritz“ wurde auf zahlreichen Bühnen aufgeführt wie: Bayerisches Staatsballett, Opernhaus Essen, Opernhaus Halle, Volkstheater Rostock, Staatstheater Wiesbaden, Theater Görlitz, Landestheater Coburg, Vereinigte Bühnen Krefeld/Mönchengladbach, Serbisches Nationalballett Belgrad, Landestheater Eisenach, Euro-Studio Landgraf, Rumänisches Staatsballett, Wiener Volksoper.

## Belege
1. ↑  65 Abiturienten haben es geschafft, Landeszeitung für die Lüneburger Heide vom 22./23. Februar 1964, S. 4
2. ↑  Bayerisches Staatsballett: Nachruf.

| Personendaten    | Personendaten                                                        |
| ---------------- | -------------------------------------------------------------------- |
| NAME             | Gleede, Edmund                                                       |
| KURZBESCHREIBUNG | deutscher Regisseur, Direktor (Schauspiel, Oper, Ballett), Dramaturg |
| GEBURTSDATUM     | 16. März 1944                                                        |
| GEBURTSORT       | Lüneburg                                                             |
| STERBEDATUM      | 12. September 2023                                                   |
| STERBEORT        | München                                                              |